# أم القحفة
أم القحفة، أحد المواقع الأثرية في منطقة جازان جنوب المملكة العربية السعودية، تحتوي على قطع أثرية تعود إلى نحو 2200 سنة.

## موقع القحفة
بكسر اللام وفتح الحاء والفاء، جمعها قحف وهو الكسرة من إناء الفخار قرية تقع شرقي قرية الملحا.

## سبب التسمية
أم القحفة اسم يُطلق على قرية معروفة سميت بهذا الاسم لوجود الكثير من كسر الفخار حولها مما يدل على أنها أُنشئت على قرية قديمة.

## آثار أم القحفة
- بئر مدفونة بُنيت من الحجر لازال موجود أثرها فوق الأرض، وعين المحل تعتبر حدة البئر
- وجود بعض الأحجار التي برزت عليها النقوش
- المساحات الشاسعة التي تغطيها كسر الفخار.[5]

## انظر ايضاً
- جازان
- أبو دنقور

## وصلات خارجية
- شاب يكتشف قرية أثرية في عتود.